# Šimon Kupec
Šimon Kupec (sinh 11 tháng 2 năm 1996) là một cầu thủ bóng đá Slovakia thi đấu ở vị trí hậu vệ trái cho câu lạc bộ Fortuna Liga MFK Ružomberok. Anh trai của anh là Matúš Kupec.

## Sự nghiệp câu lạc bộ

### FK Dukla Banská Bystrica
Anh ra mắt chuyên nghiệp cho FK Dukla Banská Bystrica trước MFK Košice ngày 12 tháng 7 năm 2014.